# Comuna de Haczów
Haczów (polaco: Gmina Haczów) é uma gminy (comuna) na Polónia, na voivodia de Subcarpácia e no condado de Brzozowski. A sede do condado é a cidade de Haczów.
De acordo com os censos de 2004, a comuna tem 9123 habitantes, com uma densidade 128 hab/km².

## Área
Estende-se por uma área de 71,3 km², incluindo:
- área agricola: 76%
- área florestal: 15%

## Demografia
Dados de 30 de Junho 2004:
|                      | Total   | Total | Mulheres | Mulheres | Homens  | Homens |
| -------------------- | ------- | ----- | -------- | -------- | ------- | ------ |
|                      | pessoas | %     | pessoas  | %        | pessoas | %      |
| População            | 9123    | 100   | 4616     | 50,6     | 4507    | 49,4   |
| Densidade (pop./km²) | 128     | 100   | 64,7     | 64,7     | 63,2    | 63,2   |

De acordo com dados de 2002, o rendimento médio per capita ascendia a 1620,94 zł.

## Comunas vizinhas
- Besko, Brzozów, Jasienica Rosielna, Korczyna, Krościenko Wyżne, Miejsce Piastowe, Rymanów, Zarszyn